# Songs from the Road
Songs from the Road – album koncertowy Leonarda Cohena, wydany w 2010. Utwory były nagrywane podczas występów na żywo w latach 2008 i 2009.
Nagrania w Polsce uzyskały status złotej płyty.

## Lista utworów
1. „Lover, Lover, Lover” – 7:42 (Tel Awiw, 24 września 2009)
2. „Bird on a Wire” – 6:07 (Glasgow, 6 listopada 2008)
3. „Chelsea Hotel #2” – 3:30 (Londyn, 17 listopada 2008)
4. „Heart With No Companion” – 5:05 (Oberhausen, 2 listopada 2008)
5. „That Don't Make It Junk” – 4:21 (Londyn, 13 listopada 2008)
6. „Waiting For The Miracle” – 7:59 (San Jose, 13 listopada 2009)
7. „Avalanche” – 4:16 (Göteborg, 12 października 2008)
8. „Susanne” – 3:40 (Manchester, 30 listopada 2008)
9. „The Partisan” – 5:17 (Helsinki, 10 października 2008)
10. „Famous Blue Raincoat” – 5:22 (Londyn, 13 listopada 2008)
11. „Hallelujah” – 7:30 (Indio, 17 kwietnia 2009)
12. „Closing Time” – 6:05 (London, 24 maja 2009)

## Twórcy
- Leonard Cohen: wokal, gitara, syntezator
- Roscoe Beck: gitara basowa, kontrabas, wokal wspierający
- Rafael Bernardo Gayol: perkusja, instrumenty perkusyjne
- Neil Larsen: syntezator
- Javier Mas: bandurria, laud, archilaud, gitara dwunastostrunowa
- Bob Metzger: gitara, elektryczna gitara hawajska, wokal wspierający
- Sharon Robinson: wokal wspierający
- Dino Soldo: instrumenty dęte, harmonijka ustna, syntezator, wokal wspierający
- Charley Webb: syntezator, wokal wspierający
- Hattie Webb: harfa, wokal wspierający